# Bad Dürrenberg
Bad Dürrenberg is een gemeente (zelfstandige stad) in de Duitse deelstaat Saksen-Anhalt, gelegen in de Landkreis Saalekreis. De gemeente telt 11.499 inwoners.

## Plaatsen in de gemeente
De gemeente bestaat uit de delen Balditz, Ellerbach, Goddula, Kauern, Keuschberg, Kirchfährendorf, Lennewitz, Nempitz, Oebles-Schlechtewitz, Ostrau, Ragwitz, Teuditz, Tollwitz, Vesta en Zöllschen.

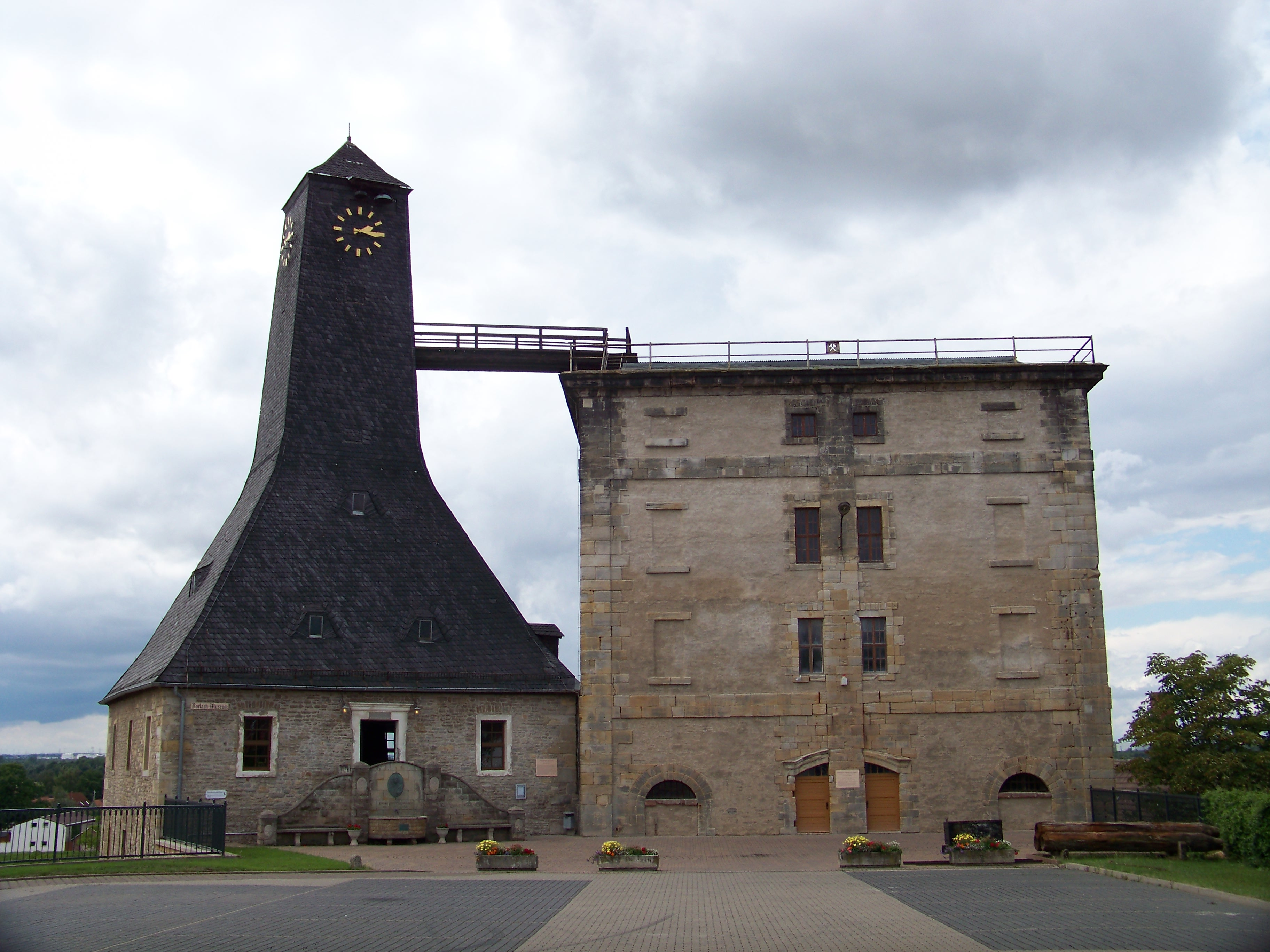
Borlachmuseum

Bad Dürrenberg ·
Bad Lauchstädt ·
Barnstädt ·
Braunsbedra ·
Farnstädt ·
Kabelsketal ·
Landsberg ·
Leuna ·
Merseburg ·
Mücheln (Geiseltal) ·
Nemsdorf-Göhrendorf ·
Obhausen ·
Petersberg ·
Querfurt ·
Salzatal ·
Schkopau ·
Schraplau ·
Steigra ·
Teutschenthal · 
Wettin-Löbejün